# Religión tradicional bereber
La religión tradicional bereber es el conjunto de antiguas creencias y deidades del pueblo bereber en sus territorios históricos en el norte de África. Muchas de las antiguas creencias bereberes tuvieron un alcance local, mientras que otras fueron importadas o producto de diversas influencias, debido al contacto que a lo largo del tiempo tuvieron estos pueblos con diversas mitologías: africana, egipcia, fenicia, ibérica y griega (especialmente en la época helenística). También recibieron una fuerte presencia del judaísmo y el cristianismo. El influjo más reciente proviene del Islam y de la mitología árabe, que data de época medieval. Algunas de las antiguas creencias bereberes aún perviven en la cultura popular y en la tradición bereber.

## Prácticas funerarias
Las investigaciones arqueológicas en tumbas prehistóricas del noroeste africano han revelado que el cuerpo de los difuntos era pintado con ocre rojo. A los difuntos algunas veces se les enterraba con cáscaras de huevos de avestruz, joyas y armas. Los cuerpos se colocaban de lado, mientras que a otros se los enterraba en posición fetal.
A diferencia de los bereberes, los guanches momificaban los cuerpos. En Libia, en 1958, Fabrizio Mori desenterró una momia más antigua que las momias egipcias que se han hallado hasta hoy.

## El culto a los difuntos
Los autores del libro The Berbers afirmaron que el culto a los muertos fue una de las características distintivas de los bereberes en la Antigüedad. Pomponio Mela informó de que los Augelae (modernamente llamados Awjila, en Libia) divinizaban a los espíritus de sus ancestros. Juraban por ellos y consultaban a sus espíritus. Después, tenían la costumbre de dormir en sus tumbas para esperar a que les respondieran en sueños.
Heródoto (484 a. C.–ca.425 a. C.) observó la misma práctica entre los Nasamones, que habitaban en los desiertos que circundaban Siwa y Augila. Heródoto escribió:
[..]De entre ellos, juraban por los hombres que se decía que habían sido más rectos y valientes, poniendo las manos sobre sus tumbas; y practicaban la adivinación, visitando los túmulos de sus antepasados, y echándose a dormir sobre ellas después de haber dicho sus plegarias; y aquello que ven en sueños, eso aceptan.
El culto a los santos aún existe entre los bereberes en la actualidad, en torno a los morabitos, muy extendidos en el noroeste de África, especialmente en Marruecos. Los bereberes también daban culto a sus reyes. Las tumbas de los reyes de Numidia están entre los monumentos más notables que nos legaron los bereberes de la Antigüedad.

## Antiguas tumbas bereberes
Las primitivas tumbas bereberes prueban que los bereberes y sus ancestros creían en el más allá. Los hombres prehistóricos del noroeste de África enterraban los cuerpos en pequeños hoyos. Cuando se dieron cuenta de que los cuerpos enterrados en agujeros poco seguros eran excavados por los animales salvajes, comenzaron a hacer enterramientos más profundos. Más tarde, enterraron a sus muertos en grutas, túmulos, tumbas en la roca, y otros tipos de tumbas.
Estas tumbas evolucionaron de las primitivas estructuras a otras mucho más elaboradas, tales como las tumbas piramidales que se extienden por el Norte de África. El honor de ser enterrados en tumbas de este tipo parece que estaba reservado a personajes relevantes dentro de la comunidad.
Estas tumbas en forma de pirámide atrajeron la atención de algunos estudiosos, como Mohammed Chafik, que escribió un libro sobre la historia de varias tumbas que habían pervivido hasta la época moderna. Trató de relacionar las tumbas piramidales bereberes con las grandes pirámides egipcias; para ello se basó en datos etimológicos e históricos. Las pirámides bereberes más conocidas son la pirámide númida, prerromana de 19 metros, llamada de Medracen, y la Antigua Pirámide Mauritana de 30 metros. La pirámide mauritana, también denominada "Kbour-er-Roumia" o "Tumba de la Mujer Romana" sufrió una mala traducción de su denominación por parte de los colonizadores franceses, y fue llamada durante un tiempo, "Tumba de la Mujer Cristiana".

## Cultura megalítica
San Agustín mencionó que los africanos politeístas daban culto a las piedras. Apuleyo afirmó también que se daba culto a las rocas en el siglo II d. C. La cultura megalítica pudo haber sido parte del culto a los muertos o a las estrellas.
El monumento de Mzora (también pronunciado Msoura) es el monumento megalítico más conocido del noroeste africano. Se compone de un círculo de megalitos que rodean un túmulo. El megalito más alto excede los 5 metros. Según la leyenda, se trata del sepulcro del mítico rey libio Anteo. En 1926 se descubrió otro monumento megalítico al sur de Casablanca; presentaba inscripciones funerarias talladas en escritura líbico-bereber, llamada Tifinagh.
Heródoto mencionó que los antiguos bereberes (que él conocía como libios) daban culto al sol y a la luna, y les hacían sacrificios. Escribió:
"Comenzaron por la oreja de la víctima, que cortaron y arrojaron sobre su casa: hecho esto, mataron al animal, torciéndole el cuello. Sólo sacrifican al sol y a la luna, a ningún otro dios. Este culto es común a todos los libios."
Cicerón (105-43 a. C.) también menciona el mismo culto en De la República (Sueño de Escipión):
"Cuando fui presentado a él, el anciano (Masinisa, rey de Numidia) me abrazó, vertió lágrimas, y entonces, mirando hacia el cielo, exclamó: Os agradezco, oh supremo Sol, y también a vosotros, seres celestiales, que antes de que parta de esta vida, haya alojado en mi reino, y en mi palacio, a Publio Cornelio Escipión...".
Otras inscripciones latinas halladas en África noroccidental están dedicadas al dios sol. Un ejemplo es la inscripción hallada en Souk Ahras (el lugar donde nació San Agustín); o la de Tagaste, en Argelia) que reza: Solo Deo Invicto. Samuel el Confesor parece haber sufrido a los adoradores bereberes del sol, quienes trataron, sin éxito, de convertirle a su culto.
Entre los Tuareg Awelimmiden, se cree que el nombre Amanai tiene el significado de "Dios". Libia, en la Antigüedad podría haber dado culto al sol poniente, personificado en Amón, quien aparecía representado con cuernos de cabra.
Se daba culto al sol en las zonas de montaña (p. ej. Atlas),, así como a las rocas, las cuevas y los ríos.

## Creencias egipcio-bereberes
En la Antigüedad, los egipcios eran vecinos de los bereberes. Podrían haber tenido un antiguo origen común en el Sáhara central. Por eso, a veces se supone que compartían el culto de algunas deidades.

### Deidades egipcias
Los antiguos bereberes de oriente daban culto a Isis y a Seth.
Esto lo mencionó ya Heródoto:
"Ninguna de estas tribus (libias) probaban la carne de vaca, sino que se abstenían de ella por la misma razón que los egipcios (…) Incluso en Cirene, las mujeres piensa que no es correcto tomar carne de vaca, pues en esto honran a Isis, la diosa egipcia, a quien dan culto (…)."
Osiris estaba entre las deidades egipcias veneradas en Libia. Sin embargo, el Dr. Budge (con otros estudiosos) cree que Osiris era una deidad de origen libio: "Todo lo que los textos revelan en relación con él muestran que era un dios del África nororiental, y que su origen era, posiblemente, libio”."

### Deidades bereberes
Los egipcios consideraban que algunos de sus dioses tenían origen libio, como Neith, quien habría emigrado desde Libia para establecer su templo en Sais, en el delta del Nilo. Algunos mitos sitúan el nacimiento de Neith en la actual Túnez.
Es preciso destacar también que algunos dioses egipcios presentaban características bereberes propias de la antigua Libia, como Amón ("Ament"), quien llevaba dos plumas, que eran adornos habituales de los libios en la Antigüedad.

### El dios Amón
Amón era el dios más destacado que tenían en común bereberes y egipcios. Resulta difícil adscribir a este dios a un único panteón. Pese a que la mayoría de las fuentes modernas ignoran la existencia de Amón en la mitología bereber, era, tal vez, la mayor de las antiguas deidades bereberes. Fue honrado por los griegos en la Cirenaica, y se fusionó con el dios fenicio Baal, debido al influjo libio. El más famoso templo dedicado a Amón en la antigua Libia fue el templo del oasis de Siwa. Algunos estudiosos creen que los nombres de las antiguas tribus bereberes, los Garamantes y los Nasamonios, están relacionados con el nombre de Amón.

## Creencias fenicio-bereberes
Los fenicios fueron en sus orígenes un pueblo semítico que habitaba en las costas del actual Líbano. Era un pueblo de navegantes, que fundaron Cartago en el año 814 a. C. Más tarde alumbraron la cultura púnica, que tenía sus raíces en las culturas bereber y fenicia. Algunos estudiosos distinguen dos fases en las relaciones entre fenicios y bereberes:

### Antes de la batalla de Himera (480a.C.)
Cuando los fenicios se establecieron en el noroeste de África, permanecieron en las zonas costeras para evitar entrar en guerra con los bereberes. Conservaron los dioses que habían traído de sus tierras de origen. Los primitivos cartagineses tenían dos dioses principales: Baal y Astarté.

### Después de la batalla de Himera
Cartago empezó sus alianzas con las tribus bereberes tras la batalla de Himera, en la cual los cartagineses fueron derrotados por los griegos. Además de los cambios políticos subsiguientes, los cartagineses importaron algunas deidades bereberes.
Baal fue el primero de los dioses al que se dio culto en Cartago. Más tarde, Baal se fusionó con el dios libio Amón, para convertirse en Baal-Amón. Por el noroeste africano se encuentran diversas imágenes de este dios. La diosa Astarté fue sustituida por una diosa nativa, Tanit, que se piensa que es de origen bereber. Su mismo nombre, “Tanit”, tiene estructura lingüística bereber (tamazight o amazigh), pues los nombres femeninos comienzan y terminan con “T” en lengua bereber.
Algunos estudiosos piensan que la diosa egipcia Neith está relacionada con la diosa libia Tanit (Ta-neith). También hay nombre fenicios y númidas que, en apariencia, contienen raíces relacionadas con el nombre del dios Baal, como “Adherbal” y “Aníbal”.

## Creencias greco-bereberes
Los antiguos griegos establecieron colonias en Cirenaica desde el siglo VII a. C. Los griegos tuvieron igualmente influencia en el panteón bereber oriental, pero también experimentaron el influjo de la cultura y de las creencias bereberes. Generalmente, en las relaciones entre Grecia y la Libia antiguas pueden diferenciarse dos períodos diferentes. En el primer periodo, los griegos mantuvieron relaciones pacíficas con los libios. Más tarde, entraron en guerra. Estas relaciones sociales tuvieron un reflejo en sus creencias.

### Antes de la batalla de Irassa (570a.C.)
La primera influencia que se observa en las creencias greco-cirenaicas es el mismo nombre de “Cirenaica”, cuya etimología está relacionada con el nombre “Cyre”, antropónimo de una legendaria guerrera bereber, valerosa en la caza del león. Los griegos emigrados la convirtieron en su protectora, junto a su dios Apolo.
Parece que los griegos de Cirenaica también adoptaron algunas costumbres bereberes, desposando a mujeres bereberes. Heródoto (Libro IV, 120) menciona que los libios enseñaron a los griegos cómo uncir cuatro caballos a un carro. Los griegos cirenaicos construyeron templos para el dios libio Amón en lugar de para Zeus, y más tarde identificaron a su dios supremo con el dios libio Amón. Algunos continuaron adorando al mismo Amón. El culto a Amón estaba tan extendido entre los griegos que incluso Alejandro decidió ser declarado hijo de Zeus en el templo de Siwa, por los sacerdotes libios de Amón.
Los historiadores antiguos mencionaron que algunas deidades griegas eran de origen libio, como La hija de Zeus, Atenea. Así lo menciona Heródoto. Estos historiadores afirman que, en origen, la honraron los bereberes en torno al lago Tritonis, donde había nacido del dios Poseidón, según un mito libio. Heródoto escribió que la égida y las ropas de Atenea eran las que acostumbraba a utilizar una mujer libia.
Heródoto asimismo afirmó que Poseidón (una importante deidad marina griega) fue adoptado por los libios del panteón griego. También enfatizó que ningún otro pueblo daba culto a Poseidón desde antiguo excepto los libios, que extendieron dicho culto:
"[..]pienso que éstos recibieron sus nombres de los pelasgos, a excepción de Poseidón; pues, en cuanto a este dios, los helenos aprendieron su culto de los libios, porque ningún pueblo, a excepción del pueblo libio tuvo el nombre de Poseidón desde el principio ni honró siempre a este dios."
Otras deidades griegas estaban relacionadas con la antigua Libia, como la diosa Lamia, quien habría tenido su origen allí, como Medusa y las Gorgonas. Los griegos parecen haber hallado allí a Tritón.
Los griegos tal vez creían que las Hespérides se localizaban en el territorio del actual Marruecos. Algunos estudiosos ubican su morada en Tánger, donde vivía Anteo, según algunos mitos. Se creía que las Hespérides eran las hijas de Atlas, un dios que Heródoto asoció con la cordillera del Atlas, a la que los bereberes daban culto.

### Después de la batalla de Irassa
Los griegos y los libios dejaron de convivir en armonía en época de Battus II. Battus II empezó a invitar en secreto a otras facciones griegas para que acudieran a Libia. Los libios consideraron esto como un peligro que debía neutralizarse, de modo que los bereberes comenzaron a luchar contra los griegos, a veces en alianza con los egipcios y, en otras ocasiones, con los cartagineses. Sin embargo, los griegos vencieron.

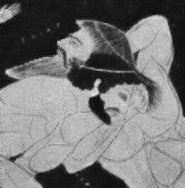
A Anteo se le representa con larga cabellera y con barba, al contrario de lo que se observa en las representaciones de Hércules.

Algunos historiadores creen que el mito de Anteo refleja aquellas guerras entre libios y griegos.
El mito narra que Anteo fue el invicto protector del pueblo libio. Era el hijo del dios Poseidón y de Gaia. Era también el esposo de la diosa bereber Tinjis. Solía proteger las tierras de los bereberes, hasta que fue muerto por el héroe griego Heracles (o Hércules), quien se desposó con Tingis y fue el padre de Sófax, su hijo greco-bereber. Algunos reyes libios, como Juba I, reivindicaban ser descendientes de Sófax.
En tanto que algunas fuentes mencionan a Anteo como el rey de Irassa, Plutarco afirmó que loa libios le enterraron en Tánger:
"…dicen los libios que Anteo está enterrado en esta ciudad (Tánger); y Sertorio hizo abrir su tumba, cuyas grandes dimensiones le hicieron dudar de los bárbaros..."(Plutarch, The Parallel Lives)
En la iconografía griega, Anteo se distinguió claramente por su aspecto diferente del de los griegos. Se le representaba con larga cabellera y barba, apariencia común entre los libios orientales.

## Creencias romano-bereberes
Los romanos se aliaron en primer lugar con los númidas contra Cartago. Cartago cayó en el 146 a. C., y más tarde, también Numidia fue anexionada al Imperio Romano.

### Antes de la romanización
Los bereberes lucharon contra romanos y bizantinos. Tenían deidades guerreras, como Gurzil e Ifri.
Honraban a la diosa de la guerra, Ifri o Ifru, que consideraban su protectora y que aparecía representada en las monedas bereberes; parece haber sido una diosa con gran influjo en el Norte de África. Plinio el Viejo mencionó que nadie en África decidía hacer nada antes de invocar a “África” (el nombre latino de Ifri). Esta diosa aparece representada de distintas maneras en las monedas númidas desde el siglo I a. C. Cuando los romanos conquistaron el noroeste de África, también empezó a aparecer representada en las monedas de las provincias romanas norteafricanas.
Gurzil era un dios de la guerra, con figura de toro, que se identifica como el hijo de Amón. Los bereberes lo llevaban a la batalla cuando luchaban contra los romanos. Corippus mencionó que el jefe Laguatan (conocido por los árabes con el nombre de Luwata) Iarna llevó a su dios Gurzil a la batalla contra los bizantinos. Iarna era un gobernante mauro y sumo sacerdote de Gurzil. Cuando los mauros fueron derrotados, él huyó con la imagen de Gurzil, pero fue capturado y asesinado; la imagen fue destruida. 
 Había entre las ruinas de Ghirza, en Libia, un templo, que podría haber estado dedicado a Gurzil, y el nombre de la ciudad podría también tener esta etimología.

### Influencia romana
Cuando el África noroccidental fue anexionada al Imperio Romano, los bereberes comenzaron a dar culto a deidades romanas como Júpiter, conocido por ellos como Mastiman. Júpiter también se identificó con el dios libio Amón.
Otra deidad muy temida era Saturno. Se decía que se comunicaba con los creyentes en sueños, y los africanos de la zona noroccidental le dedicaban sacrificios humanos. Tertuliano escribió que se ofrecía a niños en sacrificio a Saturno en África. Los historiadores piensan que este culto estaba más cercano al de Baal-Amón que al del Saturno romano.
Cuando Septimio Severo, natural de Libia, llegó a ser emperador, se introdujo en Roma el culto a Tanit.

## Dioses
- Anzar
- Dii Mauri